# Байкі-Залесе
Байкі-Залесе (пол. Bajki-Zalesie) — село в Польщі, у гміні Крипно Монецького повіту Підляського воєводства.
Населення — 284 особи (2011).
У 1975-1998 роках село належало до Білостоцького воєводства.

## Демографія
Демографічна структура станом на 31 березня 2011 року:
|          | Загалом | Допрацездатний вік | Працездатний вік | Постпрацездатний вік |
| -------- | ------- | ------------------ | ---------------- | -------------------- |
| Чоловіки | 147     | 42                 | 85               | 20                   |
| Жінки    | 137     | 31                 | 68               | 38                   |
| Разом    | 284     | 73                 | 153              | 58                   |